# 大塚由美
大塚 由美（おおつか ゆみ、1976年6月24日 - ）は、大阪府を拠点に活動するDJ、ラジオパーソナリティ。
福岡県出身。セイ所属。ニックネームは「ゆ〜みん」。関西外国語大学卒業。

## 人物
1990年代後半よりFM大阪を中心にDJ・パーソナリティとして活動する。FM大阪DJアカデミーの卒業生の一人である。
人気を博する中2001年秋を持って一旦全てのレギュラー番組を降板し、アジア・中東・アフリカ諸国を1年4か月に渡り一人旅したのち2003年半ばに帰国。同年夏のMBSラジオ『月極ラジオ』で復帰した。
復帰後は、MBSラジオやFM大阪で生ワイド番組のパーソナリティを担当。2010年秋に結婚した後も番組出演を続けていたが、妊娠したことから2012年12月に再度レギュラー番組を降板した。2013年2月20日に、実家のある福岡県内の病院で第1子（男児）を出産。2013年10月にFM大阪で新番組『Hug+』を担当したことを機に、ラジオパーソナリティとしての活動を再開している。 
趣味は旅（前述の通り休業してまで一人旅をするほどである）、食べ歩き（嫌いな食べ物はないとは本人の談）、アウトドアスポーツ（スキューバダイビングの資格所持）。また、奥田民生の大ファンである。

## 現在の担当番組

### FM大阪
- Hug+　パーソナリティ（2013年10月 - ）
- hug-mama　パーソナリティ（2014年2月 - ）
- こどもてらす～To Zero for Children～ （2021年4月 - ）

### MBSラジオ
- 子守康範　朝からてんコモリ! 水・木曜アシスタント（2014年4月2日 - ）
- 子守康範 日曜どないSHOWアシスタント

### ZTV大津放送局
- おでかけMAP

## 過去の担当番組

### 一時休業前
- ASA-REN 5(FM OSAKA)
- Jay-Land Shuffle(FM OSAKA)
- TAKE IT COOZY（ABCラジオ）
- サンデーミュージック・ちゃっと（ABCラジオ）
- Ultimate Request Live Show REQ-JAM（有線ブロードネットワークス、のちのUSEN）

その他多数

### 復帰後

#### FM大阪
- MORNING FREEWAY 851
- SATURDAY SPORTS BAR
- 6 sense+→Eyes on Japan→SKY from OSAKA→クロノス from OSAKA
- LOVE FLAP金曜日（2006年9月で金曜パートが終了）
- もぐもぐ 月曜〜水曜8:20-10:55（パーソナリティ・川村龍一のアシスタントを担当）
- Dear Trip 土曜20:30-21:30
- ONE DAY PASTIME 土曜5:00-8:00
- SKY from OSAKA
- クロノス from OSAKA
- happiness!!
- なんMEGA!

#### MBSラジオ
- 月極ラジオ
- MBS夜な夜な倶楽部・大塚由美のハミングアレイ
- 上泉雄一の発信!UWAらじおシリーズ
  - 上泉雄一の発信!UWAらじお（2006年度のナイターオフ番組）木・金曜アシスタント
  - 上泉雄一のUWAらじおシーズン2 （2007年度のナイターオフ番組）金曜アシスタント
- ラジオの達人水曜日「水谷ひろしの夜はこれから」（水谷ひろし・さんじゅうしち☆はちと共演）

#### JOEU-FM
- JOEU-FMにて2007年8月13日-15日まで特別番組「Summer Sound'07」のDJを務める。

### α-STATION
- OVERSEAS TOP40 日曜14:00-17:00